# Joseph Chesire
Joseph Chesire  (né le 12 novembre 1957) est un athlète kényan, spécialiste des courses de demi-fond.

## Biographie
Il fait ses débuts sur la scène internationale en 1984 à l'occasion des Jeux olympiques de Los Angeles, terminant au pied du podium de l'épreuve du 1 500 m en 3 min 34 s 52. Médaillé de bronze du 1 500 m lors des Jeux mondiaux en salle de 1985, il se classe également troisième des Championnats d'Afrique 1985 et des Jeux africains de 1987. La même année, il atteint la quatrième place des Championnats du monde de Rome en 3 min 39 s 36.
Onzième des Jeux olympiques de 1988, à Séoul, il se distingue lors de la saison 1989 en s'adjugeant deux médailles lors des Championnats d'Afrique se déroulant à Lagos, au Nigeria. Devancé par son compatriote Nixon Kiprotich sur 800 m, il remporte l'épreuve du 1 500 m en 3 min 39 s 43, devant Robert Kibet et Nixon Kiprotich.
Pour ses troisièmes Jeux olympiques consécutifs, en 1992 à Barcelone, Joseph Chesire échoue une nouvelle fois au pied du podium du 1 500 m en 3 min 41 s 12. Il se classe troisième du mile de la finale du Grand Prix 1992 disputée en fin de saison à Turin.
Ses records personnels sont de 3 min 33 s 12 sur 1 500 m (1992) et 13 min 16 s 15 sur 5 000 m (1993).

### Palmarès
| Date | Compétition            | Lieu        | Résultat | Épreuve |
| ---- | ---------------------- | ----------- | -------- | ------- |
| 1984 | Jeux olympiques        | Los Angeles | 4e       | 1 500 m |
| 1985 | Jeux mondiaux en salle | Paris       | 3e       | 1 500 m |
| 1985 | Championnats d'Afrique | Le Caire    | 3e       | 1 500 m |
| 1987 | Jeux africains         | Nairobi     | 3e       | 1 500 m |
| 1987 | Championnats du monde  | Rome        | 4e       | 1 500 m |
| 1988 | Jeux olympiques        | Séoul       | 11e      | 1 500 m |
| 1989 | Championnats d'Afrique | Lagos       | 2e       | 800 m   |
| 1989 | Championnats d'Afrique | Lagos       | 1er      | 1 500 m |
| 1992 | Jeux olympiques        | Barcelone   | 4e       | 1 500 m |
| 1992 | Finale du Grand Prix   | Turin       | 3e       | Mile    |

### Records
| Épreuve | Performance    | Lieu      | Date             |
| ------- | -------------- | --------- | ---------------- |
| 1 500 m | 3 min 33 s 12  | Nice      | 15 juillet 1992  |
| 5 000 m | 13 min 16 s 15 | Bruxelles | 3 septembre 1993 |